# そして僕は途方に暮れる (映画)
『そして僕は途方に暮れる』（そしてぼくはとほうにくれる）は、2023年1月13日に公開された日本映画。2018年3月6日から4月1日までシアターコクーンで上演された同名タイトルの舞台を原作としており、監督の三浦大輔、主演の藤ヶ谷太輔がそれぞれ舞台版から続投する。

## あらすじ
自堕落な生活を送るフリーターの菅原裕一は、とあることから恋人や親友、バイト先の先輩、ついには母親も含めたこれまでの人間関係を一切断ち切らざるをえなくなってしまう。自分に都合が悪くなるとすぐに現実逃避する悪癖をこじらせた末に逃亡生活を送る羽目になるが、その道中で家族を裏切ったはずの父と再会する。

## キャスト
菅原裕一
演 - 藤ヶ谷太輔
フリーター。
鈴木里美
演 - 前田敦子
裕一と5年間同棲している彼女。
今井伸二
演 - 中尾明慶
裕一の親友。
田村修
演 - 毎熊克哉
バイトの先輩。
加藤勇
演 - 野村周平
大学の後輩。
菅原香
演 - 香里奈
裕一の姉。
菅原智子
演 - 原田美枝子
裕一の母。
菅原浩二
演 - 豊川悦司
裕一の父。

## スタッフ
- 原作：シアターコクーン『そして僕は途方に暮れる』（作・演出：三浦大輔）
- 脚本・監督：三浦大輔
- 音楽：内橋和久
- エンディング曲：大澤誉志幸「そして僕は途方に暮れる」
- 製作：小西啓介、藤島ジュリーK.、渡辺和則、荒木宏幸、中野哲夫
- 企画・プロデュース：小西啓介
- プロデューサー：政岡保宏、澤岳司
- キャスティングディレクター：杉野剛
- 音楽プロデューサー：和田亨
- アソシエイトプロデューサー：原田耕治
- ラインプロデューサー：尾形龍一
- 撮影：春木康輔、長瀬拓
- 照明：原由巳
- 美術：野々垣聡
- 録音：加唐学
- スタイリスト：小林身和子
- ヘアメイク：内城千栄子
- 編集：堀善介
- VFXスーパーバイザー：村上優悦
- 整音：加藤大和（J.S.A.）
- サウンドエフェクト：小島彩
- 助監督：高土浩二
- 制作担当：土田守洋
- 制作プロダクション：アミューズ映像企画製作部、デジタル・フロンティア
- 企画製作・配給：ハピネットファントム・スタジオ
- 製作：映画「そして僕は途方に暮れる」製作委員会（ハピネットファントム・スタジオ、ジェイ・ストーム、ソニー・ミュージックエンタテインメント、アミューズ、東急文化財）